# كارلا مونيوث
كارلا مونيوث (بالإسبانية: Carla Muñoz) هي لاعبة كرة الراح ‏ تشيلية، ولدت في 12 فبراير 1992 في كونثبثيون في تشيلي.